# Ла-Холья
Ла-Холья (англ. La Jolla — Ла Хойя, произносится на испанский манер) — северо-западный район калифорнийского города Сан-Диего. Ла-Холья не имеет формального административного статуса, но тем не менее его жители часто называют его городом. Согласно администрации Сан-Диего, границы Ла-Хольи определяются Тихим океаном на западе, университетом и улицей Гилмэн-Драйв (Gilman Drive) на севере и востоке, и районом Пасифик-Бич на юге. Существуют и возможные другие определения границ Ла-Хольи; например, вся территория с почтовым кодом 92037. В зависимости от того, как начертать границы района, на его территории проживает от 29 000 до 42 000 человек.
В городе находится один из крупнейших американских университетов — Калифорнийский университет в Сан-Диего, а также исследовательские институты Солка (en:Salk Institute for Biological Studies) и Скриппс.